# Fortunat Bergant
Fortunat Bergant, slovenski baročni slikar, * 6. september 1721, Mekinje pri Kamniku, † 31. marec 1769, Ljubljana.

## Življenjepis
Fortunat Bergant, tudi Wergant, Wergand, Vergant se je rodil v Mekinjah pri Kamniku 6. julija 1721 kot drugorojenec umetnostnemu rezbarju in mizarju, izdelovalcu skrinj (arcolarius) Jožefu Bergantu (Wergantu) in materi Mariji, rojeni Boršnar.
Ded Jakob je bil zidarski mojster s Perovega pri Kamniku (1711 omenjen pri zidavi kapele in zvonika župnijske cerkve v Šmartnem v Tuhinju). Oče Jožef se je ob poroki priselil na ženin dom v Mekinje, toda ob rojstvu hčerke Uršule (26. sept. 1724) je družina že živela v Kamniku na Grabnu (na mestu današnje hiše Medvedova cesta 6), ob njeni smrti (23. nov. 1727) je slikar imenovan kot kamniški meščan.
Mladeniška leta je preživel v Kamniku. Tam je kulturno razgledani župnik Maksimilijan Rasp (1673 do 1742) vodil šolo za nadarjene dečke, v katero je sprejel tudi Fortunata. Ko je odkril njegovo slikarsko nadarjenost, je po zvezah s plemiškimi sorodniki poskrbel za njegovo šolanje. Najprej ga je poslal v Ljubljano, kjer je bil učenec vodilnih baročnih slikarjev Franca Jelovška (1700 do 1764) in Janeza Valentina Metzingerja (1699 do 1759). 
Iz ohranjenih dokumentov je možno predvidevati, da je bil leta 1743  v tujini.  Med leti 1746 in 1750 je bil verjetno v Sloveniji, saj iz tega časa tudi izvira prvo njegovo znano, a neohranjeno delo. Za podružnično cerkev Sv. Miklavža v Grebenu nad Gradiščem v Tuhinju je leta 1746 naslikal bandero. Za plačilo je prejel 10,40 fl.   V tem obdobju je slikal v hrvaški Liki, saj je naredil oltarne slike za cerkve v Sincu, Otočcu in Leščah. Domneva je, da mu je to omogočil komendski župnik Peter Pavel Glavar, ki je v tem času živel v Senju. Kje je živel med leti 1751 in 1755 ni znano, med leti 1756 in 1760 je bil neprestano v Rimu in Benetkah, kjer je študiral na akademiji Sv. Luka, čeprav je bil že sorazmerno star (35 let). Študij mu je omogočila plemiška družina Taufferer. V Italiji je popolnoma spremenil svoj način slikanja. Zelo se je ogrel za beneške mojstre poznega baroka, posebno za Giovannija Battisto Tiepola in Giovannija Battisto Piazetto. 
Med svojim bivanjem v Rimu je bil nagrajen za svoja dela in prejel več nagrad.
- Leta 1756 je prejel prvo nagrado za risano študijo Sedeči moški akt, signirano »Fortunatus Wergant/Carniolus«
- Novembra 1758 je dobil nagrado za risbo študije Stoječi moški akt, signirano. »Fortunatus Wergant/TeDesco«

Po študiju v Rimu je prva znana in datirana (1760) slika Marija z Jezusom (Uršulinski samostan Škofja Loka). Po povratku je živel v Ljubljani, leta 1763 se ga že omenja kot priznanega slikarja. Do smrti leta 1769 je njegovo delovanje osredotočeno v Sloveniji, v veliki meri je delal za samostan v Stični. V tem času se pojavljajo tudi težnje po monumentalnosti. Slikal je plemiče, a kot prvi je slikal tudi preproste ljudi, žanrske prizore (Ptičar, Prestar).

## Bergantov slikarski slog
V svojem slikarstvu je ostal vedno blizu čustvom preprostega človeka iz sveta, iz katerega je izšel. V njegovem slikarstvu je možno zaznati tri obdobja. Prvo obdobje je moč šteti čas do šolanja v Rimu, ko se v svojih delih v kompoziciji naslanja na prvo generacijo slovenskih baročnih slikarjev, predvsem V. Metzingerja in F. Jelovška. Pri tem je njegova barvna skala svetlejša. Za to fazo je značilno tudi mehko valovito oblikovanje naborov in ozek tip obraza, predvsem ženskega.
Druga faza med leti 1759 in 1763 je obdobje stilskega dozorevanja. Akademski karakter Bergantovih slik oživlja tedaj smisel za žanrski akcent v tipu obraza, kolorit postaja temnejši, nabori široki, ploščati in ostro lomljeni. Za gole dele teles je značilna modelacija z zelenkastim in sivkastim senčenjem. Pomembna je tudi njegova izvedba detajlov.
V zadnji fazi med leti 1763 in 1769, ki je bila tudi najplodovitejša, doseže stopnjo mojstrstva. Obleka izgublja prevladujočo dekorativno funkcijo, telo oživlja do ekspresivnosti. Folklorna barvna pisanost je razvidna v koloritu njegovih del. Po letu 1764 se pojavlja  v njegovih delih hotenje po monumentalnosti, kar doseže z volumni teles in obleke ob hkratni redukciji barvnih tonov. Smisel za genre, ki se v prvem obdobju izkazuje v portretnem slikanju obrazov, se sedaj ostvarja v motivih in prikazovanju miljeja.
Njegova dela iz tega obdobja sodijo v sam vrh slovenskega baroka. Poleg portretov je ustvarjal predvsem oljnate slike nabožne vsebine, večinoma za plemiške in samostanske cerkve, največ za tiste, ki so bile "pod palico" stiškega opata Franca Ksaverja Tauffererja, s katerim je osebno prijateljeval. Med najlepše spadajo oltarne slike za Križno Goro nad Ložem Kristus na Oljski gori, Bičanje, Križanje. Za frančiškansko cerkev v Nazarjah je naslikal Zamaknjenje sv. Frančiška, za Veselo Goro pri Šentrupertu na Dolenjskem pa sv. Janeza Nepomuka: oba svetnika sta upodobljena v zaneseni zamaknjenosti.
Stiški opat Franc Ksaver plemeniti Taufferer je vodil samostan od leta 1764 do 1784. Kmalu po nastopu službe je Bergantu naročil Križev pot za samostansko cerkev. Nastalo je 14 podob "jeruzalemskega križevega pota": od Pilatove obsodbe do polaganja v grob, ki sloni na prastarem izročilu "pota trpljenja", manj pa na poročilih evangelistov.
Direktnih učencev ni imel, je pa viden njegov vpliv v delih M. Straussa in Jožefa Antona Lerchingerja.

## Dela

### Ohranjena dela
- Škapulirska Marija, danes v Narodni galeriji v Ljubljani
- Več slik Marije (Tuhinj, Dedni dol, Ljubljana, Mošnje, Vesela Gora pri Šentrupertu)
- Več slik Marije z Jezusom
- Sv. Ana z Marijo iz leta 1761 v Rečici pri Bledu
- Marija Snežna
- Portreti Jožefa Antona Codellija (1762), Elizabete Codelli Gasperinieve
- Pet slik na Križni gori pri Ložu (1763)
- Sv. Florijan, kapelica v Ložu (1763)
- Sv. Jožef (1763)
- Sv. Jurij, Mozirje župnijska cerkev
- Sv. Miklavž, župnijska cerkev Žalec (1764)
- Portret opata Tauffererja
- Bandera Sv. Peter in Pavel, Maribor, cerkev sv. Petra
- Sv. Frančišek Asiški in brezmadežno spočetje, Nazarje
- Sv. Janez Nepomuk, Vesela gora pri Šentrupertu
- Sv. Valentin, Kamnik Žale
- Sv. Simon, Sava pri Litiji
- Portret Volfa Daniela Erberga, portret Marije Ane Erberg in portret Terezije Erberg
- Sv. Volbenk (1766)
- Sv. Volbenk, Sv. Anton Padovanski, Cerkno (1766)
- Križev pot, samostan Stična (1766)
- Sv. Vincenc Ferrerski, Ljubljana uršulinski samostan
- Roženvenska Marija, Čemšenik
- Sv. Nikolaj iz Polhovega Gradca, Ljubljana (1767)
- Blaženi Bernard Korleonski, Ljubljana (1767)
- Sv. Janez Kancij, Dolga vas pri Kočevju (1768)
- Sv. Trojica, Velike Poljane nad Ortnekom
- Sv. Jožef in sv. Simon Judež, bandera, Ambrus (1769)
- Ptičar; Prestar (1761, odkupljeni za Narodno galerijo leta 2016), Ljubljana[4]

### Izgubljena dela
- Slika na banderi, Greben nad Gradiščem v Tuhinju (1746)
- Dve sliki za Križno goro pri Ložu (1763)
- Marija tolažnica, Ljubljana (1763)

## Vir
- Enciklopedija likovnih umjetnosti 1, Zagreb 1959